# ارنست بدیان
ارنست بدیان (به آلمانی: Ernst Badian) (متولد ۸ آگوست ۱۹۲۵ - درگذشت ۱ فوریه ۲۰۱۱) دانش‌پژوه اتریشی تباری بود که از سال ۱۹۷۱ تا ۱۹۹۸ به عنوان استاد در دانشگاه هاروارد آمریکا مشغول به کار بود.
زمینه کاری بدیان، تاریخ یونان و روم بود. او در ۱۹۲۵ در وین به دنیا آمد. در ۱۹۳۸، به خاطر رشد آزار و اذیت یهودیان در اتریش و آلمان، او با پدر و مادرش به نیوزلند رفت. در آنجا به کالج دانشگاه سانتربری (به انگلیسی: Canterbury University) نیوزلند وارد شد و در ۱۹۴۵، لیسانسش را گرفت و سپس فوق لیسانش را گرفت. سپس او به دانشگاه آکسفورد رفت و تحت نظر جرج کاکوِل (به انگلیسی: George Cawkwell) در ۱۹۵۰ لیسانس، در ۱۹۵۴ فوق لیسانس و در ۱۹۵۶ دکترایش را گرفت.
بعد از تدریسش در دانشگاه شفیلد، دورهام و لیدز در بریتانیا و دانشگاه ایالتی نیویورک، بوفالو، او در دانشکده تاریخ دانشگاه هاروارد به سال ۱۹۷۱ و متقابلاً در دانشکده کلاسیک‌ها در ۱۹۷۳ استاد شد. او در سال ۱۹۹۸، استاد بازنشسته تاریخ کرسی جان مورس شد.

## آثار
- Foreign Clientelae 264–70 B.C. (انتشارات دانشگاه آکسفورد, Oxford, 1958)
- Studies in Greek and Roman History (Blackwell, Oxford, 1964)
- Roman Imperialism in the Late Republic, 2nd ed. (1st commercial ed.) (Blackwell, Oxford/Cornell University Press, 1968)
- Publicans and Sinners (Blackwell, Oxford/Cornell University Press, 1972, reprinted, with corrections and critical bibliography, Cornell University Press, 1983)
- From پلاته to پوتیدایا (انتشارات دانشگاه جانز هاپکینز, 1993)
- Zöllner und Sünder (Wissenschaftliche Buchgesellschaft, Darmstadt, 1997)

ویراستار کتاب‌های:
- Ancient Society and Institutions. Studies Presented to Victor Ehrenberg (Blackwell, Oxford, 1966)
- Polybius. Selected passages in translation (Washington Square Press, NY, 1966)
- Sir Ronald Syme, Roman Papers (vols. 1 & 2) (انتشارات دانشگاه آکسفورد, 1979)
- Translated Documents of Greek and Rome, vols. 1, 2, 3, edited jointly with Robert K. Sherk (Johns Hopkins University Press, then انتشارات دانشگاه کمبریج)